# Erik Pedersson Stök
Erik Pedersson Stök, född cirka 1573 i Speteby skattegård, Lerbo socken, död 1645 i Speteby skattegård, var en svensk kapten och hövitsman i Oppunda härad.

## Biografi
Stök tjänstgjorde som ladugårdshäradsfogde och hövitsman i Oppunda härad. Han var även kapten vid Södermanlands regemente. Han deltog i slaget vid Stångebro 1598.
Stök var son till Petrus Steuchius och Brita Grift. Han gifte sig med Maria Nilsdotter och tillsammans hade de barn, inklusive Christian Eriksson Stöök och Petrus Erici Steuchius. Han är även stamfader till den adliga släkten Steuch, som introducerades på Sveriges Riddarhus år 1719 som adliga ätten nummer 1582.